# Rio Weser
O Weser é um rio no noroeste da Alemanha. Formado em Hannoversch Münden pela conjunção dos rios Fulda e Werra, ele flui até Bremen e o Mar do Norte, e tem uma extensão de 452 km. Juntamente com o rio Werra, a sua extensão é de 744 km. O Weser é o maior rio inteiramente em solo alemão.